# Burton's Biscuit Company
Burton's Biscuit Company, è un'azienda brittanica con sede a St Albans, specializzata in prodotti dolciari di proprietà della Ferrero.
Impiega oltre 2.200 persone nel Regno Unito, con stabilimenti principali a Llantarnam, Edimburgo e Blackpool ed un centro di distribuzione a Liverpool. I suoi prodotti vengono esportati in oltre 55 Paesi, contribuendo a rendere l’azienda uno dei nomi più importanti nell’industria dolciaria britannica.

## Storia
Le origini dell’attività risalirono al 1829, quando George Burton, nato a Leek nello Staffordshire, avviò la produzione di biscotti a Blackpool, nel Lancashire. Tuttavia, fu il nipote Joseph Burton a fondare formalmente l’azienda nel 1935.
Nel corso del XX secolo, Burton’s consolidò la propria presenza nel mercato dolciario grazie al lancio di prodotti iconici come i Wagon Wheels (1948), i Maryland Cookies (1956) e i Jammie Dodgers (anni ’60), che divennero popolari in tutto il Regno Unito. Per un periodo, l’azienda possedette uno stabilimento a Slough, nel Berkshire, dove produsse anche snack salati, come le Potato Puffs e i Fish 'n' Chips, questi ultimi rilanciati nel 2014 a grande richiesta del pubblico.

Stabilimento Burton's Biscuits a Llantarnam

Nel 2000, Burton’s nacque ufficialmente dalla fusione tra Burton's Gold Medal Biscuits e Horizon Biscuit Company, e nello stesso anno fu ceduta da Associated British Foods al fondo di investimento Hicks Muse Tate & Furst. Successivamente, nel 2007, passò a Duke Street Capital, che mantenne poi una quota di minoranza quando, nel 2009, la società entrò sotto il controllo della Canadian Imperial Bank of Commerce e di Apollo Global Management.
Nel 2013, fu messa in vendita con una valutazione di circa 350 milioni di sterline e, nello stesso anno, fu acquisita dal fondo pensione canadese Ontario Teachers' Pension Plan. Nel 2016, l’azienda vendette la licenza per la produzione dei biscotti a marchio Cadbury a Mondelēz International, pur continuando a produrli nei propri stabilimenti.
Nel 2018, Burton’s firmò un accordo pluriennale con Barry Callebaut, leader mondiale nel settore del cioccolato, per la fornitura di oltre 12.000 tonnellate annue di cioccolato e la cessione dello stabilimento di raffinazione di Moreton.
Nel 2021, fu annunciata l’acquisizione dell’azienda da parte di Ferrero tramite la holding belga CTH, che integrò Burton’s con Fox’s Biscuits (acquisita l’anno precedente), dando vita al gruppo Fox’s Burton’s Companies (FBC UK).

## Marchi
Elenco dei principali marchi di produzione soggetti al controllo dell’azienda Burton's Biscuit Company:
- Jammie Dodgers
- Lyons Biscuits
  - Lyons Coconut Delights
  - Lyons Cookies
  - Lyons Digestive
  - Lyons Fig Rolls
  - Lyons Jam Teacakes
  - Lyons Toffypops
  - Viscount
- Maryland Cookies
- Royal Edinburgh
- Wagon Wheels